# Réchicourt (Meuse)
Pour les articles homonymes, voir Réchicourt.
Réchicourt est une commune associée du département de la Meuse, en région Grand Est.

## Histoire
Faisait partie du Barrois non mouvant avant 1790. 
La commune de Réchicourt fut réunie en 1973 – avec Haucourt-la-Rigole, Houdelaucourt-sur-Othain et Ollières – à celle de Spincourt.

## Lieux et monuments

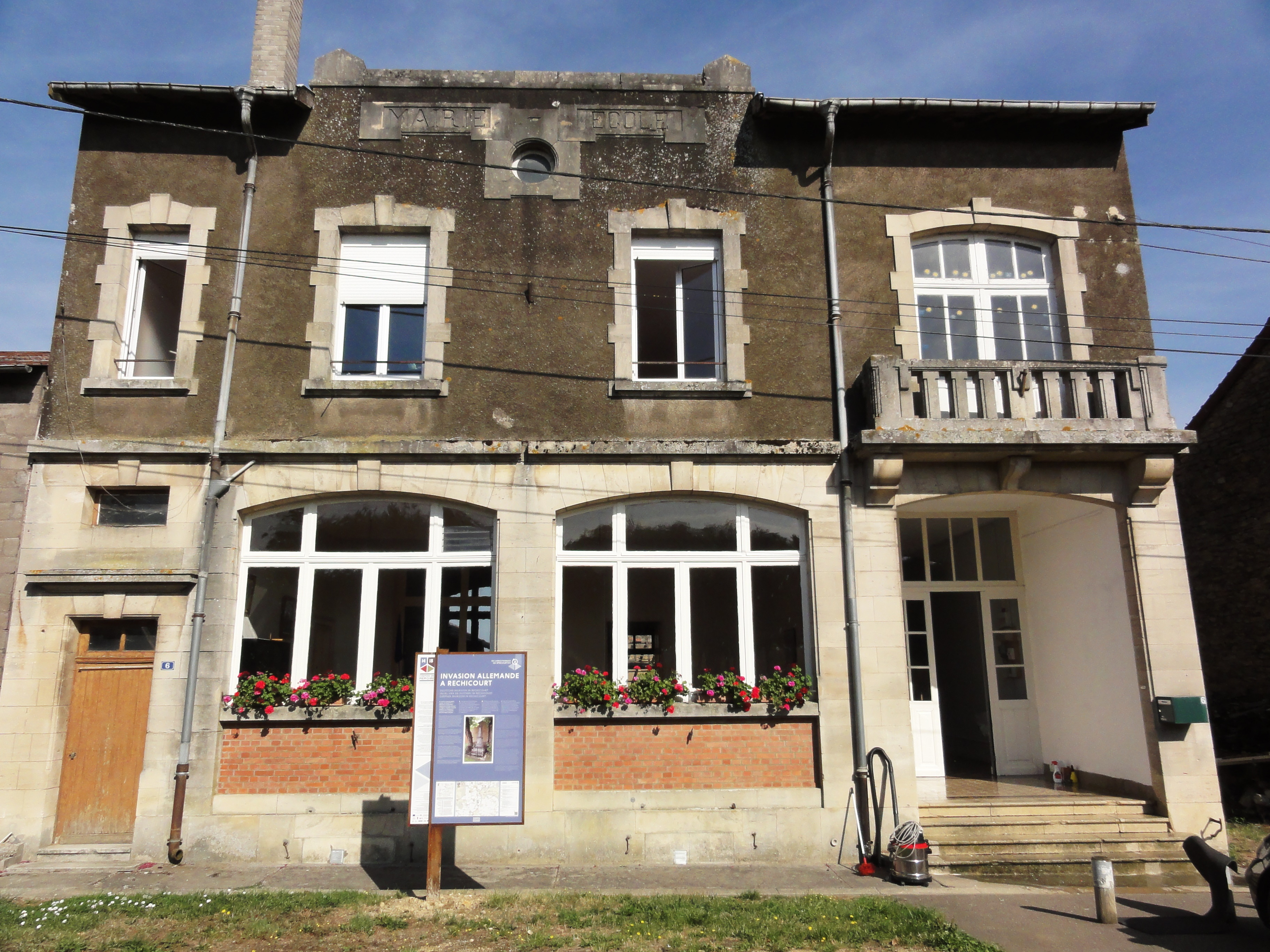
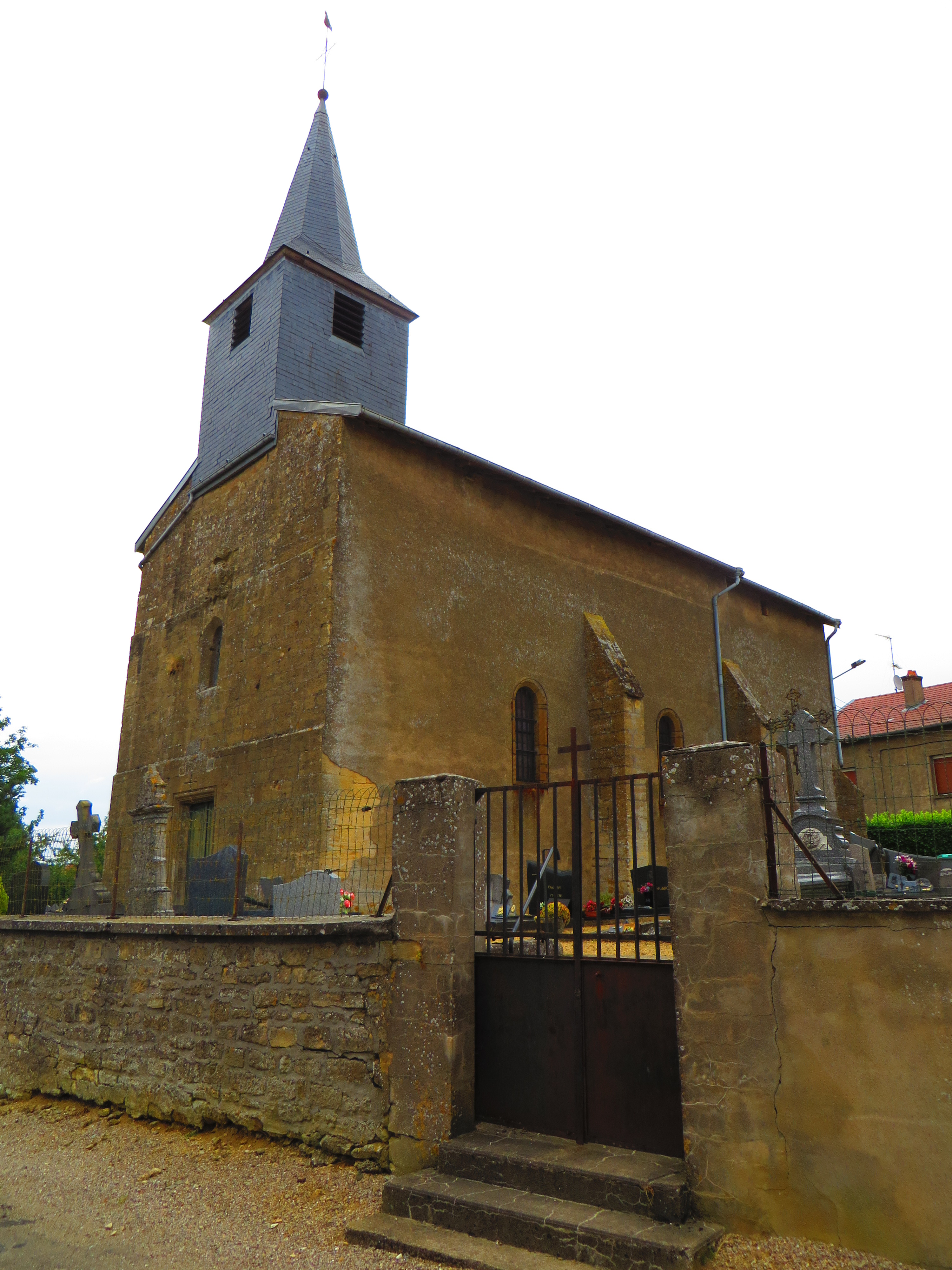
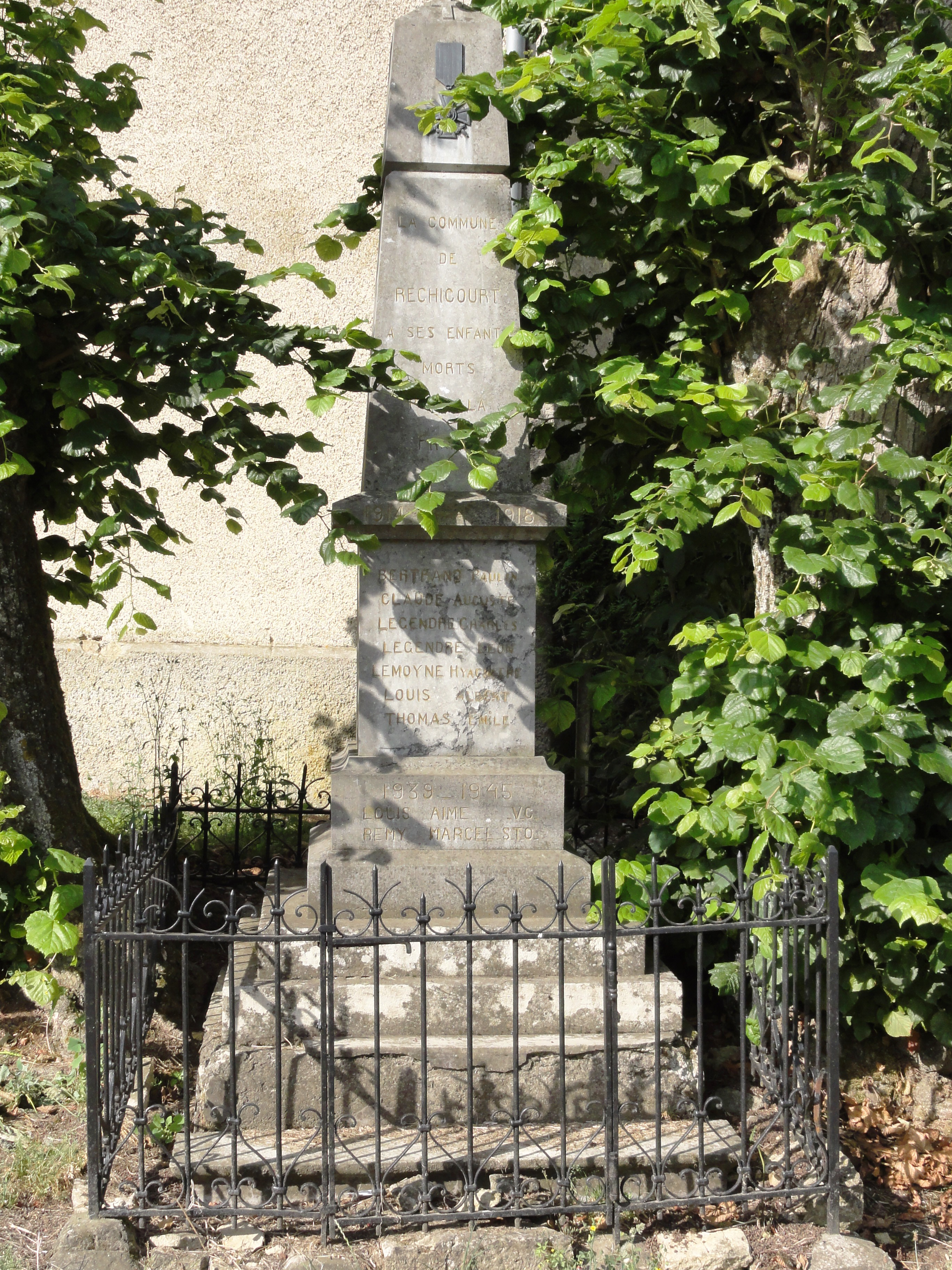

## Politique et administration
| Période                                  | Période | Identité  | Étiquette | Qualité |
| ---------------------------------------- | ------- | --------- | --------- | ------- |
|                                          |         | Yvon Olry |           |         |
| Les données manquantes sont à compléter. |         |           |           |         |

## Démographie
| 1793 | 1800 | 1806 | 1821 | 1836 | 1846 | 1856 | 1866 | 1876 |
| ---- | ---- | ---- | ---- | ---- | ---- | ---- | ---- | ---- |
| 216  | 238  | 258  | 256  | 275  | 293  | 247  | 219  | 210  |

| 1886 | 1896 | 1906 | 1926 | 1936 | 1946 | 1954 | 1962 | 1968 |
| ---- | ---- | ---- | ---- | ---- | ---- | ---- | ---- | ---- |
| 203  | 173  | 156  | 107  | 111  | 111  | 120  | 120  | 98   |